# نیومرکا
نیومرکا (به انگلیسی: Numurkah) یک شهرک در استرالیا است که در ویکتوریا (استرالیا) واقع شده‌است.